# She Loves You
Singles de The Beatles
From Me to You / Thank You Girl
(1963) I Want to Hold Your Hand / This Boy
(1963)
Pistes de Past Masters
Thank You Girl I'll Get You
Pistes de The Beatles' Second Album
I'll Get You
She Loves You est une chanson des Beatles, composée par John Lennon et Paul McCartney et parue en single le 23 août 1963 avec I'll Get You en face B.
Ce quatrième 45 tours des Beatles est le premier à dépasser le million d'exemplaires vendus en Grande-Bretagne, c’est un no 1 durant quatre semaines, qui se maintient ensuite dans les trois premières places des charts durant sept semaines, puis retourne au sommet pour deux semaines supplémentaires. Il entre dans le « top 20 » en août 1963 et n’en sort qu’en février 1964.
Il est également no 1 aux États-Unis en mars 1964 et fait partie en avril des cinq titres des Beatles aux cinq premières places du Billboard Hot 100, un record inégalé. La « Beatlemania » naît véritablement avec ce titre qui rend les Beatles célèbres au-delà de leur île.

## Composition
John Lennon et Paul McCartney ont l'idée d'une « chanson-réponse » qui s'intitulerait She Loves You en juin 1963, dans le minibus qui les emmène à un concert au Majestic Balroom de Newcastle upon Tyne. Au départ, Paul McCartney voudrait que tout le groupe réponde « Yeah Yeah Yeah » au chanteur principal, mais John Lennon le persuade d’abandonner cette idée. Ils écrivent la chanson ensemble le 26 juin 1963, dans leur chambre d'hôtel, au lendemain de ce concert. Chacun sur son lit, ils la composent avec leurs guitare acoustiques. Ils se ravisent et comme toujours, s'ils ne sont pas à l’origine de l’utilisation du terme « Yeah » dans le rock, ils le répètent ici 29 fois et le popularisent mondialement.
Ils ont l’idée de ne plus utiliser les termes « moi » et « toi » pour leur quatrième single, mais de parler de deux personnes extérieures. Le narrateur explique à son interlocuteur « elle t’aime », « elle m’a expliqué ce que je devais te dire » « avec un amour comme celui-là, tu devrais être content », « va t’excuser »...
Le biographe Steve Turner raconte par ailleurs que Jim McCartney, le père de Paul, aurait suggéré à son fils de dire « yes yes yes », grammaticalement correct, mais pas vraiment rock 'n' roll.

## Enregistrement
She Loves You est enregistrée dans le studio 2 du complexe EMI le 1er juillet 1963 dans une ambiance explosive qui participera à l'excitation perceptible à l'écoute du disque : averties de la présence des Beatles à Abbey Road ce jour-là, un nombre impressionnant d'adolescentes réussissent à submerger les peu nombreuses forces de l'ordre qui tentaient de les contenir à l'entrée des studios. Les jeunes en furie forcent la porte du vénérable bâtiment victorien et se répandent dans les couloirs, pourchassées par la police et la sécurité d'EMI. Une fan plus hardie parvient à s'introduire dans le studio 2 et se précipite sur Ringo Starr avant d'être vigoureusement plaquée au sol par Neil Aspinall et traînée hors de la salle d'enregistrement par Mal Evans. Le groupe et le personnel technique finissent par s'y barricader, tentant de se protéger dans l'œil du cyclone. Un vent de folie souffle sur le 3, Abbey Road.
George Martin, le producteur, décide qu'il est temps de se mettre à l'œuvre. L’ingénieur du son Norman Smith raconte : « J’étais en train d’installer les micros, quand j’ai vu les paroles sur un pupitre. Un regard rapide vers « she loves you yeah yeah yeah, she loves you yeah yeah yeah yeah » pour me dire « oh mon dieu quelles paroles ! Je ne vais pas aimer ce titre ! » Mais quand ils ont commencé à la jouer, bang, wow, terrible, j’étais devant la table de mixage et je sautais dans tous les sens ! »
Ce qui va devenir un des plus gros tubes mondiaux des Beatles est rapidement mis en boîte. Le groupe, qui n'arrête pas de se produire sur scène à cette période, est particulièrement au point : seulement quelques prises sont nécessaires pour enregistrer les instruments, pas beaucoup plus pour les overdubs vocaux assurés par Paul McCartney, John Lennon et George Harrison. Une réalisation express pour un résultat qui émerveillera toutes les personnes présentes dans la salle de contrôle du studio 2 au moment de l'écoute, aucun d'entre eux (le producteur, le groupe, les ingénieurs du son et assistants) ne doutant du succès colossal à venir.
Elle est ensuite enregistrée dans les studios de la BBC le 16 juillet 1963 pour être diffusée en primeur à l'émission Pop Go the Beatles (en) les 13 et 20 août.

## Interprètes
- John Lennon : chant, guitare rythmique
- Paul McCartney : chant, guitare basse
- George Harrison : chœurs, guitare solo
- Ringo Starr : batterie

## Structure musicale
Il y a dans She Loves You ce petit riff de guitare rock joué par George Harrison qui relance chaque couplet, les « woooooooo » suraigus déjà entendus dans From Me to You, et surtout cette étonnante harmonie vocale à la fin du morceau, sur le dernier « yeah ». Elle se compose d’une tierce, d’une quinte et d’une sixte.
« J’ai vraiment été intrigué », raconte George Martin, « par cet accord final avec une sixte majeure, chantée par George, alors que Paul faisait la tierce et John la quinte. Cela ressemblait à un arrangement à la Glenn Miller ». Paul McCartney raconte la suite : « George Martin s’est mis à rire et nous a dit « vous ne pouvez pas faire ça ! » nous avons répondu OK et avons essayé sans. Mais ça ne sonnait pas aussi bien. George nous a finalement concédé « vous avez raison, c’est très bon » ».
Cette harmonie marque une nouvelle évolution musicale importante pour les Beatles.

## Publication et réception
Cette chanson sort en single, avec I'll Get You en face B, le 23 août 1963 au Royaume-Uni. Ces deux chansons sont créditées à « Lennon/McCartney », attribution qui sera désormais utilisée pour toutes les compositions de l'un ou l'autre des musiciens. Le 12 septembre, She Loves You atteint la première place du hit-parade anglais pour quatre semaines, puis à nouveau le 28 novembre pour deux semaines. Elle en sera chassée par I Want to Hold Your Hand, le prochain titre des Beatles. En tout, She Loves You reste 31 semaines consécutives dans les charts, dont 18 dans le « top 3 ». C'est le single le plus vendu de l'année 1963, le premier à dépasser le million d'exemplaires vendus en Grande-Bretagne, qui y reste de nos jours la plus forte vente des Beatles sous ce format. Il est resté, durant 14 ans, le 45 tours le plus vendu sur ce territoire, avec 1,93 millions de copies, seulement dépassé en 1977 par Mull of Kintyre de... Paul McCartney et des Wings.
Dans ses recherches afin de publier le quatrième single du groupe aux États-Unis, George Martin offre la chanson à deux labels, Cameo-Parkway Records (en) et Swan Records, et c'est cette dernière, sous l'impulsion de son président Bernie Binnick, qui la sort le 16 septembre 1963. Ce label de Philadelphie hérite de ce privilège car Capitol refuse encore de publier les disques de ce groupe d'Angleterre et que Vee-Jay, qui en plus de ne pas avoir respecté les termes de son contrat avec EMI, frôle la banqueroute. Le contrat avec Swan stipule que si 50 000 copies sont vendues dans les quatre premiers mois, le label se mérite l'option de publier les autres chansons du groupe. Afin de promouvoir la chanson qui tarde à démarrer, Binnick tente de convaincre Dick Clark, animateur de la célèbre émission musicale American Bandstand, à la faire jouer mais celui-ci n'est pas impressionné. Ce dernier la fait tout de même passer au segment « Rate-a-Record » qui permet aux adolescents sur place de noter leur appréciation du titre, mais elle ne se classe que dans le bas 70 d'un maximum de 98.
Publiée par Capitol Records of Canada, elle atteint, en décembre, le sommet du palmarès CHUM de Toronto, une première en Amérique du Nord pour une chanson des Beatles. Le 3 janvier 1964 a lieu le premier passage des Beatles à la télévision américaine, dans le Jack Paar Show, où ils interprètent She Loves You. C'est à ce moment qu'elle commence son ascension dans le palmarès, mais trop tard pour que Swan puisse se mériter l'exclusivité des chansons du groupe. Capitol se ravise enfin et publie I Want to Hold Your Hand qui devient rapidement un tube. C'est son passage en direct devant plus de 70 millions de spectateurs au Ed Sullivan Show, le 9 février, que She Loves You décolle. Elle est no 1 aux États-Unis le 21 mars. Durant sa présence de quinze semaines dans les charts américains, elle est accompagnée par quatre autres chansons de Beatles (Can't Buy Me Love, Twist and Shout, I Want to Hold Your Hand et Please Please Me), qui occupent donc la totalité du « top cinq » pour une semaine, fin mars et début avril 1964 en plus des deux premières positions du Billboard 200 avec les albums Meet the Beatles! et Introducing… The Beatles. Il s'agit là d'un record, jamais reproduit. She Loves You sera finalement publié par Capitol en clôture du 33 tours américain The Beatles' Second Album.
Les Beatles enregistrent à Paris le 29 janvier 1964 une version en allemand, intitulée Sie Liebt Dich, réenregistrant les nouvelles paroles sur la piste instrumentale d'origine. Avec Komm, gib mir deine Hand en face A, elle paraît en Allemagne de l'Ouest le 5 mars 1964 par Odeon, la filiale d'EMI. Sie Liebt Dich sera aussi publiée sur un 45 tours aux États-Unis toujours par Swan Records, le 21 mai suivant pour atteindre la 97e position, couplée encore une fois à I'll Get You en face B. La chanson originale et sa version allemande sont aujourd'hui placées sur l'album compilation Past Masters.
Une version en direct, lors de la présentation du Royal Command Performance (en) du 4 novembre 1963, se retrouve sur le disque Anthology 1 et ce grand succès sera enregistré à neuf reprises dans les studios de la BBC. On retrouve, sur On Air - Live At The BBC Volume 2, la prestation enregistrée le 7 septembre 1963 à l'émission Saturday Club (en) pour une mise en ondes le 5 octobre et ensuite rediffusée le 21 décembre. En 1977, et remastérisée en 2016, une autre version devant public a été publiée sur le disque The Beatles at the Hollywood Bowl.
Ce tube a été publié sur tous les disques compilant leurs plus grands succès; de A Collection of Beatles Oldies en 1966 à 1 en 2000. On peut l'entendre, en version instrumentale à l'accordéon, dans le téléfilm Magical Mystery Tour en 1967.
She Loves You avec Till There Was You, I Want to Hold Your Hand et I Saw Her Standing There sont chacune mises en vente en quantité limité à 1,500 copies en format vinyle 3 pouces (7,62 cm) pour le Record Store Day de 2024. Ce sont les versions studio des chansons parmi celles qui ont été interprétées durant leur premier passage au Ed Sullivan Show le 9 février 1963. De plus, 2,300 minis platine tourne-disques spécialement conçues pour l'occasion, incluant les quatre disques, sont aussi disponibles.

### Publication en France
La chanson arrive en France en octobre 1963 sur la face A d'un 45 tours EP (« super 45 tours »), accompagnée de Do You Want to Know a Secret ; sur la face B figurent Twist And Shout et A Taste of Honey. La photo de la pochette est de Fiona Adams (en), identique à celle du EP britannique Twist and Shout,.

## Reprises
Elle a notamment été reprise par Nancy Holloway, Billy Lee Riley et reprise en concert par Pete Doherty et Les Babyshambles. Elle a été adaptée en français en 1963 par Les Chats Sauvages sous le titre Elle t'aime.
et fut reprise par McFly dans le cadre d'une face B d'un de leurs singles qui s'appelle "That Girl" (no 3 au charts) et est présente dans leur album All The Greatest Bits B Faces & Rarities.
Peter Sellers grand ami des Beatles en fit plusieurs interprétations lues dont une figure sur le disque Peter Sellers Classic Songs and Sketches.

## Classements
| Classement (1963–1964)                 | Meilleure position |
| -------------------------------------- | ------------------ |
| Afrique du Sud (Springbok Radio)       | 1                  |
| Allemagne (Media Control AG)           | 7                  |
| Australie (Kent Music Report)          | 3                  |
| Belgique (Flandre Ultratop 50 Singles) | 5                  |
| Canada (CHUM)                          | 1                  |
| Espagne (AFYVE)                        | 2                  |
| États-Unis (Billboard Hot 100)         | 1                  |
| États-Unis (Cash Box)                  | 1                  |
| Finlande (Suomen virallinen lista)     | 4                  |
| France (SNEP)                          | 1                  |
| Irlande (IRMA)                         | 2                  |
| Italie (FIMI)                          | 4                  |
| Norvège (VG-lista)                     | 1                  |
| Nouvelle-Zélande (RIANZ)               | 2                  |
| Pays-Bas (Single Top 100)              | 7                  |
| Royaume-Uni (UK Singles Chart)         | 1                  |
| Suède (Sverigetopplistan)              | 1                  |

| Classement (1963)                | Position |
| -------------------------------- | -------- |
| Afrique du Sud (Springbok Radio) | 2        |

| Classement (1964)              | Position |
| ------------------------------ | -------- |
| Belgique (Flandre Ultratop 50) | 15       |
| États-Unis (Billboard Hot 100) | 2        |
| États-Unis (Cash Box)          | 2        |
| Italie (FIMI)                  | 48       |
| Royaume-Uni (UK Singles Chart) | 1        |